# Амбарцумян, Серго Искандерович

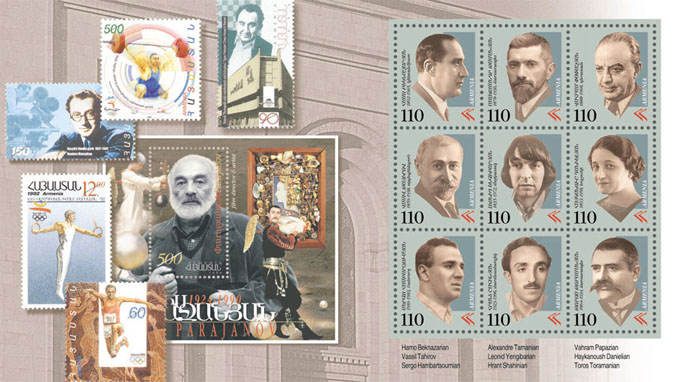
Бекназарян, Таманян, Папазян, Таиров, Енгибарян, Даниелян, Амбарцумян, Шагинян, Тороманян

Серго́ (настоящее имя Саркис) Исканде́рович Амбарцумя́н (арм. Սերգո Իսկանդերի Համբարձումյան; 25 января 1910, Бист — 13 апреля 1983, Москва) — советский тяжелоатлет, трёхкратный чемпион СССР (1933—1935), тридцатикратный рекордсмен СССР, рекордсмен мира.

## Биография
Родился в селе Бист Нахичеванского уезда Эриванской губернии (ныне Ордубадский район Нахичеванской автономной республики) в 1910 году. Когда ему исполнилось 7 лет, семья Амбарцумянов, спасаясь от резни, бежала на Северный Кавказ и обосновалась в Кисловодске, где проживали дальние родственники. Здесь они прожили 10 лет, но после смерти матери и старшего сына возвратились в родное село. Чтобы помочь семье, Серго работал сапожником, каменщиком, автослесарем, ремонтником на Баку-Джульфинской железной дороге, ездил на заработки на Несветаевские рудники Донбасса.
В 1930 году он приехал в Эривань и устроился автомонтёром в гараж НКВД. Здесь была замечена его исключительная физическая сила, и Серго начал заниматься тяжёлой атлетикой в обществе «Динамо» под руководством Григория Симоняна. В течение всего нескольких лет Амбарцумян вошёл в число ведущих советских тяжелоатлетов, в 1933—1935 годах трижды становился чемпионом СССР, установил 21 рекорд СССР по упражнениям классического троеборья.
После того, как в 1936 году на Олимпийских играх в Мюнхене немецкий атлет Йозеф Мангер стал победителем в тяжёлом весе и был провозглашён самым сильным человеком планеты, политическое руководство СССР поставило перед советскими спортсменами задачу превзойти результат Мангера. Её выполнение было поручено Серго Амбарцумяну, к работе с которым подключился известный тяжелоатлет и тренер Ян Спарре. 30 декабря 1938 года в Ереване Амбарцумян показал один из лучших результатов в истории — 433,5 кг (136+130+167,5). Этот результат принёс Серго славу в Армении и в СССР. Он был приглашён в Кремль на встречу с И. Сталиным, награждён орденом «Знак Почёта».
С началом Великой Отечественной войны Серго записался в Таманскую дивизию и уже ехал на фронт, когда его увидел комдив С. Закиян. Тот узнал знаменитого земляка, удивился, что его прислали на фронт и распорядился отправить обратно.
Амбарцумян продолжил занятия тяжёлой атлетикой. В 1946 году он принял участие в дебютном для советских тяжелоатлетов чемпионате мира в Париже. По сумме упражнений он показал результат 370 кг (120+110+140), который не позволил ему войти в число призёров. Выступал до 1951 года, но однажды прямо во время соревнований Серго почувствовал себя плохо и потерял сознание. Его увезли в больницу, где врачи диагностировали микроинфаркт и запретили большие физические нагрузки. Потеряв возможность заниматься тяжёлой атлетикой и не имея другой специальности, Амбарцумян был вынужден некоторое время работать таксистом, потом заведовал шашлычной при ереванском ресторане «Масис».
Умер 13 апреля 1983 года в Москве от сердечной недостаточности. Похоронен на Советашенском кладбище в Ереване.        

## Достижения
- В 1930 и 1931 годах Амбарцумян становился чемпионом Армении, а в 1932 году — чемпионом Закавказья и двукратным рекордсменом Советского Союза.
- В 1933 году в Минске впервые стал чемпионом СССР.
- В 1934 и 1935 годах повторил это достижение.
- В 1946 году занял пятое место на чемпионате мира в Париже. Там же на показательных выступлениях установил мировой рекорд в рывке левой рукой — 96 кг, хотя его рекорд СССР был 100 кг (1940).

## Награды и звания
- Орден «Знак Почёта» (7.01.1936) — в связи с пятнадцатилетней годовщиной Социалистической Советской Республики Армении.
- Заслуженный мастер спорта СССР (1961).

## Память
- В 2000 и 2020 годах в Армении были выпущены почтовые марки, посвящённые Амбарцумяну.
- В Ереване на улице Агаяна установлена мемориальная доска С. Амбарцумяну.

## Интересные факты
- В честь установления Амбарцумяном мировых рекордов на стадионе в Ереване был поставлен военно-спортивный спектакль, в котором Серго играл героя средневекового армянского эпоса Давида Сасунского[2].
- Во время матча за звание чемпиона мира по шахматам 1963 года между Михаилом Ботвинником и Тиграном Петросяном Амбарцумян сопровождал и охранял Петросяна[3].